# Кашпирский монастырь
Кашпирский монастырь — мужской монастырь Русской православной церкви, действовавший в конце XVII — первой трети XVIII века в городке Кашпир (Сызрань). Был создан в 1685 году в Сызрани как Вознесенский монастырь, спустя два года перенесён в Кашпир, где стал архиерейским домом Казанской епархии. В 1712 году переформирован под названием Благовещенский монастырь. В 1764 году был упразднён в ходе секуляризационной реформы Екатерины II. К настоящему времени сохранилось здание монастырского храма, ведутся работы по воссозданию монастыря на прежнем месте.

## Основание
В 1683 году царским указом на Волге была основана крепость Сызрань, в гарнизон которой были переведены солдаты и сержанты из Симбирска, Казани, Тетюш, Чебоксар.
В 1684 году старец Кирилл и солдаты «новорождённой крепости Сызран» обратились с прошением об открытии в крепости монастыря для горожан и солдат, пожелавших принять монашество: «…Многие из солдат „стары и дряхлы“, собираются постричься в иноческий чин, а постричься им негде, монастыря у них нет, а другие города удалены, и помирают многие без пострижения…»
2 (12) мая 1685 года (иногда встречается дата 22 декабря 1684 года) была подписана грамота царей Иоанна и Петра Алексеевичей, адресованная Симбирскому стольнику и воеводе М. А. Головину и дьяку А. Яцкому, о строительстве на стрелке, образуемой реками Сызран и Крымза, мужского монастыря во имя Вознесения Господня, Пречистой Богородицы Смоленской и Архистратига Михаила. Для строительства был отведён участок земли 200 на 200 саженей. На содержание обители в 1867 году ей было отведено около 3500 десятин земли по реке Сызран и окрестности.
Однако ещё 1 апреля 1687 года по просьбе старца Кирилла царским указом монастырь был переведён в основанный незадолго до этого в восьми верстах ниже по течению Волги городок Кашпир, и он стал именоваться Кашпирским Вознесенским. Отведённый монастырю земельный участок также отошёл к Кашпирскому монастырю. На прежнем месте, в Сызрани, была построена часовня, там осталось жить несколько членов братии во главе со старцем Филаретом.
Несколько лет спустя оставшиеся монахи и сызранские горожане вновь обратились с прошением об открытии монастыря в Сызрани и о возвращении от Кашпирского монастыря Сызранскому пожалованной тому земли. В 1691 году патриарх Адриан разрешил воссоздание монастыря. В 1693 году окончилось разбирательство между двумя монастырями, кому владеть жалованной землей: часть земли отошла Сызранскому монастырю, остальное разделили города Сызрань и Кашпир.
В 1692 году Кашпирский Вознесенский монастырь был обращен в архиерейский дом Казанской епархии. В 1704 году монастырь получил от властей новый земельный участок, что стало исключительным случаем в правительственной политике в отношении монастырей для начала XVIII века.
Основной хозяйственной деятельностью монастыря было сельское хозяйство. Монастырю были выделены крепостные крестьяне. Недалеко от монастыря в слободке размещалось десять крестьянских дворов, жители которых выращивали хлеб, косили сено, заготавливали дрова для монастыря, отбывая барщину, являвшуюся основной формой организации феодальной ренты в монастыре, как и в большинстве иных монастырей региона в конце XVII века. Для управления крестьянами в монастыре в архиерейском доме проживал в 1697 году посольский старец Серапион, крестьяне имели выборного старосту «Власку Матвеева», через которого и получали распоряжения. Несмотря на причисление обители в домовые монастыри казанского митрополита, казанские власти в управление монастырём практически не вмешивались, никаких сведений об указаниях строителям монастыря или посылке приказчиков историкам неизвестно.
Дальнейшая история монастыря исследователям не известна, однако уже в 1712 году монастырь был воссоздан под новым именем.

## Воссоздание
Кашпирский воевода Семён Константинович Дмитриев в 1711 году построил на берегу Волги деревянную Благовещенскую церковь. Спустя год, в 1712 году при церкви был создан мужской монастырь с таким же названием — Кашпирский Благовещенский монастырь.
В 1730 году под руководством Дмитриева же в монастыре взамен обветшавшего деревянного храма был построен каменный храм во имя Благовещения пресвятой Богородицы с приделами во честь Богоявления и во имя святого Иоанна Богослова. По имени придела иногда монастырь именовался Богоявленским , а по имени строителя — Симеоновским . Впоследствии Дмитриев тоже принял монашеский постриг, скончался в монастыре и был похоронен на монастырском кладбище.
В монастыре была настоятельская и четыре деревянные братские кельи, территория была засажена вишнями и яблонями. Монастырь окружала каменная ограда в 154 метра длиной. Над святыми воротами находилась каменная колокольня с четырьмя колоколами. При монастыре имелся скотный двор с лошадью и парой коров и хлебный амбар.
Для пропитания монашествующих Дмитриев пожертвовал монастырю несколько своих крепостных вместе с землей, поселившихся в прилегающей к монастырю с северо-запада слободке
Сохранились имена нескольких настоятелей: иеромонах Ипполит (1758 год), иеромонах Амвросий (1761—1764 год).
В 1764 году в ходе секуляризационной реформы Екатерины II монастырь был упразднён, монахи были расселены по соседним монастырям. Практически все монастырские постройки разрушились к концу XVIII века. Благовещенский храм же использовался как приходской для сёл Монастырское (при советской власти переименованное в Рудницкое) и Семёновское.
Примерно в середине XVIII века в Кашпире был обретен образ в честь усекновения главы Иоанна Предтечи, почитавшийся как чудотворный. Икона находилась в Благовещенском храме. Позднее образ был утрачен.
12 (24) сентября 1871 года храм посещал император Александр II с наследником престола великим князем Александром Александровичем, в храме служилась обедня.

## При советской власти
При заполнении Саратовского водохранилища оказались уничтожены оба села, к приходу которых относился некогда храм. Церковь оказалась в отдалении 8 км от ближайшего населённого пункта. Храм долгое время находился в запустении, от него сохранились частично стены и свод крыш, часть поздних росписей.

## Современность
В 2004 году было проведено обустройство бывшего монастырского кладбища.
В 2006 году началось восстановление монастыря, министерством культуры и молодёжной политики Самарской области было выдано реставрационное задание на разработку научно-проектной документации и проведение ремонтно-реставрационных работ, Поволжское управление Федеральной службы по надзору за соблюдением законодательства в сфере массовых коммуникаций и охране культурного наследия выдало разрешение на производство работ по сохранению объектов культурного наследия. В 2007 году велись подготовительные работы: расчистка мусора, согласование документации, началось строительство нового деревянного храма, окончившееся в 2008 году. Также было заложено ещё несколько зданий на прилегающей территории.
19 июня 2008 года состоялось освящение куполов, крестов и изготовленных по специальному заказу в Воронеже колоколов. Саратовские художники под руководством иконописца Игоря Шимакина установили в новом храме иконостас. К настоящему времени продолжается строительство и ведётся отделка колокольни, монашеских келий, трапезной, на первом этаже которой предполагается продуктовый склад, гостиницы на 5 номеров, архиерейского дома и бани.
Предполагается также строительство теплицы, овощехранилища, омшаника и купели. Также должны появиться монастырская ограда, кладбище, электричество и причал на берегу Волги.